# Lictor

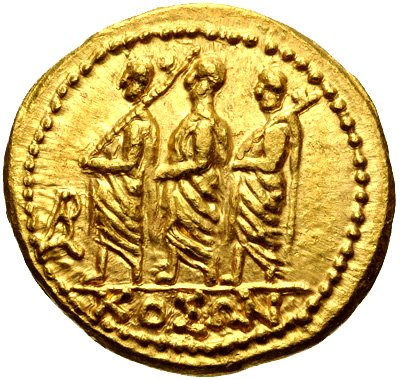
Consul însoțit de doi lictori. Monedă romană din Dacia.

Lictorii erau în Roma Antică persoane însărcinate cu paza înalților magistrați. Pretorul era de obicei însoțit de 6 lictori, consulul de 12 lictori, iar dictatorul de 24. Lictorul purta ca simbol al puterii peste umărul stâng o fascie, legătura de nuiele cu o secure în mijloc. În general lictorii proveneau din tagma plebeilor sau a liberților, având cetățenia romană, întrucât aveau dreptul de a purta toga în interiorul cetății.
Conform lui Tit Liviu, introducerea lictorilor ca paznici se datorează lui Romulus, istoricul roman oferind două explicații pentru numărul de 12 lictori. Prima s-ar referi la numărul de păsări pe care le-ar fi văzut Romulus conform mitului fondator al urbei, cealaltă, favorizată de Liviu, e că instituția ar fi fost preluată de la etrusci, unde fiecare lictor reprezenta una dintre cele 12 provincii ale regatului.